# Дара (Сенегал)
Дара (фр. Dahra) — город на севере центральной части Сенегала, на территории области Луга.

## Географическое положение
Город расположен примерно в 264 км к северо-востоку от столицы страны, города Дакар, на высоте 61 м над уровнем моря.

## Население
По данным на 2013 год численность населения города составляла 31 195 человек.
Динамика численности населения города по годам:
| 1997   | 2001   | 2002   | 2013   |
| ------ | ------ | ------ | ------ |
| 13 220 | 15 322 | 26 486 | 31 195 |